# بروبوس
ماركوس أوريليوس بروبوس هو إمبراطور روماني حكم من سنة 276 إلى سنة 282. ولد في عقد 230 في سيرميوم في بانونيا. دخل الجيش في عصر فاليريان، وترقى بفضل انتصاراته في الغال في عصر أوريليان. بعد وفاة الإمبراطور ماركوس كلاوديوس تاسيتس أعلنه جنوده كإمبراطور. دخل بعد ذلك في صراع مع الأخ غير الشقيق لتاسيتس فلوريانوس، تمكن في البداية من السيطرة على مصر وثم واجه فلوريانوس في كيليكيا وهزمه هناك وقتله. عاد بعد ذلك إلى روما ونال اعتراف مجلس الشيوخ الروماني. حقق عدة انتصارات للإمبراطورية ضد القوط والوندال، فأعطاه مجلس الشيوخ لقبي غوتيكوس وجيرمانيكوس. في سنة 282 انقلب عليه قائد الجيش ماركوس أوريليوس كاروس، تمكن كاروس من إقناع حماية بروبوس بقتله، فقُتل في سبتمبر 282.

## النشأة
ولد بروبوس بين 230 و235 (تاريخ الميلاد الدقيق غير معروف) في سيرميوم(سريمسكا ميتروفيتشا في العصر الحديث)، أدنى بانونيا، ابن دالماتيوس. وفقًا للسجل الإسكندري كرونيكل، فقد ولد في وقت ما من عام 232.

## حياته العسكرية
دخل بروبوس الجيش نحو عام 250 عند بلوغه سن الرشد. وارتقى بسرعة في الرتب، وحصل مرارًا على أوسمة عسكرية عالية. عُين بصفة ضابط عسكري من قبل الإمبراطور فاليريان في سن مبكرة جدًا تقديرًا لقدراته الكامنة،[بحاجة لمصدر] بين استحقاقه هذا الاختيار بانتصار مميز على السارماتيين على التخوم الإيليرية. خلال السنوات الفوضوية في عهد فاليريان، كانت إليريا هي المقاطعة الوحيدة، التي يقودها ضباط مثل كلوديوس وأوريليان وبروبوس، حيث أُبعد البرابرة، في حين اجتاح الفرنجة بلاد الغال، واجتاح الألامانيون رائيتيا، أما تراقيا والبحر الأبيض المتوسط فقد اجتيحت بواسطة القوط، والشرق كان قد اُجتيح بواسطة سابور الأول. أصبح بروبوس من بين كبار ملازمي أوريليان، إذ أعاد غزو مصر من زنوبيا في عام 273 بعد الميلاد، وعين الإمبراطور تاسيتس، عند انضمامه عام 275، بروبوس الرئيس الأعلى للشرق، ومنحه سلطات استثنائية من أجل تأمين التخوم الخطرة. على الرغم من عدم تحديد التفاصيل، يقال إنه حارب بنجاح على كل حدود الإمبراطورية تقريبًا، قبل انتخابه إمبراطورًا من قبل القوات عند وفاة تاسيتوس في سن الشيخوخة عام 276، في معسكره في آسيا الصغرى.

## حياته بصفته إمبراطورًا
أعلن فلوريانوس -الأخ غير الشقيق لتاكيتوس- نفسه إمبراطورًا، وتولى السيطرة على جيش تاسيتوس في آسيا الصغرى، لكنه قتل على يد جنوده بعد حملة غير حاسمة ضد بروبوس في جبال قيليقية. على عكس فلوريانوس، الذي تجاهل رغبات مجلس الشيوخ، أحال بروبوس مطالبته إلى روما في رسالة محترمة. وصدق مجلس الشيوخ بحماس على ادعاءاته. سافر بروبوس بعد ذلك غربًا، وهزم القوط على طول نهر الدانوب السفلي عام 277، وحصل على لقب جوثيكوس. ومع ذلك، جاء القوط من أجل أظهار الاحترام وناشدوا عقد معاهدة مع الإمبراطورية.
في 278، قام بروبوس بحملة ناجحة في بلاد الغال ضد الألامانيون واللونغيونيون. تقدمت كلتا القبيلتين عبر وادي نيكار وعبر نهر الراين إلى الأراضي الرومانية. في هذه الأثناء، هزم جنرالاته الفرنجة وكانت هذه العمليات موجهة لتطهير بلاد الغال من الغزاة الجرمان (الفرنجة والبرغنديون)، ما سمح لبروبوس بتبني ألقاب جوثيكوس ماكسيموس وجرمانيكوس ماكسيموس. وبحسب ما ورد، قُتل 400000 من البرابرة خلال حملة بروبس، واستُئصلت أمة لوجي بأكملها.
بعد هزيمة الغزاة الجرمانيين في بلاد الغال، عبر بروبس نهر الراين للقيام بحملة ناجحة ضد البرابرة في وطنهم، ما أجبرهم على التكريم. في أعقاب الحملة، قامت فرقة بروبوس بإصلاح التحصينات القديمة التي أقامها هادريان في المنطقة المعرضة للخطر بين نهر الراين والدانوب، في إقليم شوابيا. والأهم من ذلك، أن بروبوس ومن خلال إجبار القبائل المهزومة على تكريم القوى العاملة، قد أسس سابقة لتوطين البرابرة داخل الإمبراطورية بصفة مساعدين على نطاق واسع. أُخليت المقاطعات من سكانها بسبب الحرب والمرض والإدارة الفوضوية، والضرائب الثقيلة، والتجنيد المكثف للجيش، خلال أزمة القرن الثالث، وساعدت المستعمرات البربرية، على الأقل في المدى القصير، على استعادة الدفاع عن الحدود وممارسة الزراعة.
انضباط الجيش الذي أصلحه أوريليان قد طُور وتوسع تحت حكم بروبوس، الذي كان مع ذلك أكثر خجلًا في ممارسة القسوة. كان أحد مبادئه هو عدم السماح للجنود بالتوقف عن العمل، وتوظيفهم في وقت السلم في أعمال مفيدة، مثل زراعة كروم العنب في بلاد الغال وبانونيا ومناطق أخرى، من أجل إعادة تشغيل الاقتصاد في هذه الأراضي المدمرة.
في 279-280، كان بروبوس، حسب زوسيموس، في رائيتيا وإليريكوم وليقيا، حيث حارب الوندال. في نفس السنوات، هزم جنرالات بروبوس البليميين في مصر. إما في ذلك الوقت، أو أثناء قيادته السابقة لمصر، أمر بإعادة بناء الجسور والقنوات على طول نهر النيل، حيث كان إنتاج الحبوب للإمبراطورية يتركز.
في 280-281، عاقب بروبوس ثلاثة مغتصبين، يوليوس ساتورنينوس، وبروكولوس وبونوسوس. مدى هذه الثورات ليس واضحًا، ولكن هناك أدلة على أنها لم تكن مجرد مشاكل محلية (عُثر على نقش يحمل اسم بروبوس ممحيًا). بعد ذلك، قام بروبوس بعد ذلك بإخماد ثورة قام بها متمرد لم يذكر اسمه في بريطانيا بمساعدة فيكتورينوس، الذي عُين لاحقًا قنصلًا في 282. خلال شتاء عام 281، كان الإمبراطور في روما، حيث احتفل بانتصاره الذي استحقه.
كان بروبوس حريصًا على بدء حملته الشرقية، وتأخرت بسبب الثورات في الغرب. غادر روما في 282، وسافر أولًا نحو سيرميوم، مسقط رأسه.